# ジャパンセンサー
ジャパンセンサー株式会社は、東京都港区に本社を置く計測器メーカーである。
1976年（昭和51年）4月6日設立当初は輸入品の温度計の販売を行ってきたが、設立数年で自社ブランドの放射温度計を開発、製造販売を開始。
その後は、赤外線厚さ計、赤外線水分計、表面荒さ計などを開発し、製造販売を行って来たが、現在では温度計の開発・販売に注力している。

## 会社概要
- 名称：ジャパンセンサー株式会社
- 設立：1976年4月6日
- 本社：〒108-0075 東京都港区港南2-12-27 イケダヤ品川ビル
- 大阪営業所：〒532-0011 大阪市淀川区西中島3-8-15 EPO新大阪ビル2F

## 主要製品
- 放射温度計
- 放射率測定器
- 黒体塗料
- 黒体炉
- 厚さ計
- 赤外線熱電対